# Districte de Žilina
El districte de Žilina - (eslovac) Okres Žilina - és un dels 79 districtes d'Eslovàquia. Es troba a la regió de Žilina. Té una superfície de 815,08 km², i el 2013 tenia 155.574 habitants. La capital és Žilina.

## Demografia
| Godina             | 1994    | 2004    | 2014    | 2024    |
| ------------------ | ------- | ------- | ------- | ------- |
| Nombre de persones | 154.965 | 156.869 | 155.989 | 160.360 |
| Diferència         |         | +1,22%  | −0,56%  | +2,80%  |

| Godina             | 2023    | 2024    |
| ------------------ | ------- | ------- |
| Nombre de persones | 160.538 | 160.360 |
| Diferència         |         | −0,11%  |

## Llista de municipis

### Ciutats
- Žilina
- Rajec
- Rajecké Teplice

### Pobles
Belá | Bitarová | Brezany | Čičmany | Divina | Divinka | Dlhé Pole | Dolná Tižina | Dolný Hričov | Ďurčiná | Fačkov | Gbeľany | Horný Hričov | Hôrky | Hričovské Podhradie | Jasenové | Kamenná Poruba | Kľače | Konská | Kotrčiná Lúčka | Krasňany | Kunerad | Lietava | Lietavská Lúčka | Lietavská Svinná-Babkov | Lutiše | Lysica | Malá Čierna | Mojš | Nededza | Nezbudská Lúčka | Ovčiarsko | Paština Závada | Podhorie | Porúbka | Rajecká Lesná | Rosina | Stráňavy | Stránske | Stráža | Strečno | Svederník | Šuja | Teplička nad Váhom | Terchová | Turie | Varín | Veľká Čierna | Višňové | Zbyňov
1. 1 2  «Počet obyvateľov podľa pohlavia - obce (ročne) [om7102rr_obce=AREAS_SK]».   Statistical Office of the Slovak Republic, 31-03-2025. [Consulta: 31 març 2025].